# Epididymit
Das Mineral Epididymit ist ein selten vorkommendes Kettensilikat aus der Mineralklasse der „Silikate und Germanate“ mit der idealisierten chemischen Zusammensetzung Na2Be2[4][Si6O15]·H2O und damit ein wasserhaltiges Natrium-Beryllium-Silikat (Beryllosilikat).
Epididymit kristallisiert im orthorhombischen Kristallsystem und entwickelt häufig tafelige, pseudohexagonale und verzwillingte Kristalle bis zu 6 cm Größe, die entweder farblos-wasserklar oder weiß gefärbt sind. Seltener finden sich auch violett getönte, blaue oder gelbe Epididymite. Das Mineral ist eine charakteristische späte Bildung in Nephelinsyenit-Pegmatiten und wird dort von Albit, Aegirin, Eudialyt, Elpidit, Neptunit, Tugtupit, Leukophan, Natrolith und Analcim sowie seinem Dimorph Eudidymit begleitet.
Die Typlokalität des Epididymits ist der Nephelinsyenit-Pegmatit Narssârssuk (Koordinaten des Narssârssuk-Pegmatits) auf dem gleichnamigen Plateau bei der Siedlung Igaliku, Distrikt Narsaq in der Kommune Kujalleq in Grönland.

## Etymologie und Geschichte

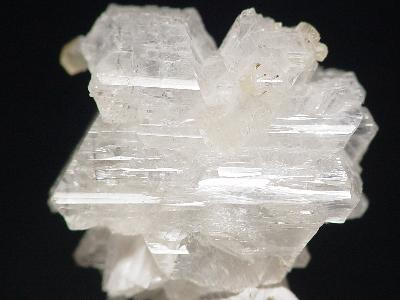
Epididymit-Kristallzwilling aus dem Poudrette Quarry am Mount Saint-Hilaire, Québec, Kanada (Größe: 1,5 × 1,5 × 0,8 cm)

Im März 1893 zeigte der schwedische Staatsgeologe Nils Olof Holst dem schwedischen Mineralogen Gustaf Flink eine aus Grönland stammende große Suite von interessanten Mineralen. Erst viel später stellte sich heraus, dass diese Sammlung vom ehemaligen Handelsvertreter und Kolonialverwalter Carl Emil Olfert Lytzen in Julianehåb auf Grönland stammte.
Da verschiedene Minerale aus dieser Sammlung bei einer oberflächlichen Betrachtung nicht zu bestimmen waren, wurde Flink von Holst mit deren Untersuchung beauftragt.
Der genaue Fundort der Sammlung war nicht mehr zu ermitteln. Aufgrund der Paragenese mit Eudialyt, Arfvedsonit und Aegirin, die bisher „nicht an mehr als einem Ort in Grönland gefunden wurden, nämlich bei Kangerdluarsuk bei Julianehaab“, nahm Flink diese berühmte grönländischen Lagerstätte als Fundort des Mineralkonvoluts an. Kurz nach der Veröffentlichung von Flink äußerten die beiden Mineralogen Knud Johannes Vogelius Steenstrup und Niels Viggo Ussing in Kopenhagen aber die Vermutung, dass das Material aus der Nähe von Igaliko stammen könnte. Bei einer Reise nach Süd-Grönland im Sommer 1898 stellte Flink dann tatsächlich fest, dass die ganze Sammlung einschließlich des Epididymits nicht von der bekannten Typlokalität des Sodaliths stammte, sondern von Narssârssuk beim inneren Tunulliarfik-Fjord.
Zwei Minerale aus der erwähnten Sammlung erwiesen sich als neue Spezies, welche Flink im Jahre 1893 in dem im schwedischen Wissenschaftsmagazin Geologiska Föreningens i Stockholm Förhandlingar veröffentlichten Artikel „Über einige Mineralien aus Grönland“ (schwedisch Om några mineral från Grönland) beschrieb. Im Jahre 1894 folgte der Erstbeschreibung eine im Wissenschaftsmagazin Groths Zeitschrift für Krystallographie und Mineralogie veröffentlichte deutsche Übersetzung. Die beiden neuen Minerale waren der Neptunit sowie ein Mineral, welches dem wenige Jahre vorher von der norwegischen Insel Lille Arøya im Langesundsfjord in der Kommune Larvik, Fylke Vestfold erstbeschriebenen Eudidymit ähnelte und zudem chemisch völlig identisch mit ihm war. Wenige Jahre später konnte Flink das Mineral auch von der Ostseite der Insel Vesle Arøya im Langesundsfjord bei Larvik, der so genannten Eudidymit-Epididymit-Lokalität, identifizieren.
Flink benannte dieses zweite neue Mineral aus der aus Grönland stammenden Suite von Mineralen wegen seiner nahen Verwandtschaft zum Eudidymit (beide sind dimorph) nach altgriechisch ἐπί epi, deutsch ‚nahe‘, und altgriechisch δίδυμος didymos, deutsch ‚Zwilling‘, als „Epididymit“.
Es ist kein Material erhalten geblieben, welches in Zusammenhang mit Flinks ersten Untersuchungen und Beschreibungen steht. Typmaterial (Cotypen) für Epididymit wird in der Sammlung des Geologischen Museums der Universität Kopenhagen in Kopenhagen in Dänemark aufbewahrt, wobei keine Katalognummern angegeben sind.

## Klassifikation
In der veralteten 8. Auflage der Mineralsystematik nach Strunz gehörte der Epididymit zur Abteilung der „Silikate und Germanate mit Übergangsstrukturen zu Schichtsilikaten (Phyllosilikaten)“, wo er mit Eudidymit und Litidionit die Eudidymit-Epididymit-Gruppe mit der System-Nr. VIII/D*.02 bildete.
Im zuletzt 2018 überarbeiteten und aktualisierten Lapis-Mineralienverzeichnis nach Stefan Weiß, das sich im Aufbau noch nach dieser alten Form der Systematik von Karl Hugo Strunz richtet, erhielt das Mineral die System- und Mineral-Nr. VIII/G.04-010. In der „Lapis-Systematik“ entspricht dies ebenfalls der Abteilung „Übergangsstrukturen zwischen Ketten- und Schichtsilikaten“. Epididymit bildet hier zusammen mit Eudidymit die unbenannte Gruppe VIII/G.04.
Die von der International Mineralogical Association (IMA) zuletzt 2009 aktualisierte 9. Auflage der Strunz’schen Mineralsystematik ordnet den Eudidymit in die Abteilung der „Ketten- und Bandsilikate (Inosilikate)“ ein. Diese ist weiter unterteilt nach der Kristallstruktur, so dass das Mineral entsprechend seinem Aufbau in der Unterabteilung „Ketten- und Bandsilikate (Inosilikate) mit 3-periodischen Einfach- und Mehrfachketten“ zu finden ist, wo er als einziges Mitglied die unbenannte Gruppe 9.DG.55 bildet.
In der vorwiegend im englischen Sprachraum gebräuchlichen Systematik der Minerale nach Dana hat Epididymit die System- und Mineralnummer 66.03.01.04. Dies entspricht der Klasse der „Silikate“ und dort der Abteilung „Kettensilikate: Doppelte unverzweigte Ketten, W = 2“, wo das Mineral zusammen mit Chivruaiit, Eudidymit, Haineaultit, Xonotlit, Yuksporit und Zorit in der „P = 3“ mit der Systemnummer 66.03.01 innerhalb der Unterabteilung „Kettensilikate: Doppelte unverzweigte Ketten, W = 2 mit Ketten P > 2“ zu finden ist.

## Chemismus
Die erste nasschemische Analyse am Typmaterial stammt von Gustaf Flink aus der Originalpublikation des Epididymits und lieferte 73,74 % SiO2; 10,56 % BeO; 12,88 % Na2O und 3,73 % H2O+ (Summe 99,84 %). Dies entspricht einer vereinfachten Formel von NaHBeSi3O8, welche 73,44 % SiO2; 10,24 % BeO; 12,24 % Na2O und 3,67 % H2O (Summe 100,00 %) erfordert.
Repräsentative Analysen an Epididymit vom Mount Malosa in Malawi lieferten 11,16 Na2O; 0,45 % K2O; 10,10 % BeO; 0,05 % CaO; 0,13 % Fe2O3; 0,34 % Al2O3; 73,20 % SiO2 und 4,05 % H2O (Summe 99,48 %). Auf der Basis von 15 Sauerstoff-Atomen wurde daraus die empirische Formel (Na1,778K0,047Ca0,004)Σ=1,829Be1,993(Si6,014Al0,033Fe3+0,008)Σ=6,055O15·1,110H2O ermittelt, die zu Na2Be2Si6O15·H2O vereinfacht werden kann. Diese Formel entspricht auch der offiziellen Formel der IMA für Epididymit.
Die gelegentlich noch zu sehende Formel NaBeSi3O7(OH) ist falsch.
Die alleinige Elementkombination Na–Be–Si–O–H, wie sie der offiziellen Formel der IMA für den Epididymit zu entnehmen ist, weisen unter den derzeit bekannten Mineralen (Stand 2022) nur Eudidymit, Na2Be2Si6O15·H2O, und Nabesit, Na2BeSi4O10·4H2O, auf. Chkalovit, Na2BeSi2O6, ist chemisch ähnlich.

## Kristallstruktur

Räumliche Darstellung der Struktur von Epididymit in kationenzentrierter polyedrischer Darstellung mit Blickrichtung parallel zur c-Achse. Der orangefarbene Umriss zeigt die Einheitszelle.
Farblegende:

Epididymit kristallisiert orthorhombisch in der Raumgruppe Pnma (Raumgruppen-Nr. 62) mit den Gitterparametern a = 12,7334 Å; b = 13,6298 Å und c = 7,3467 Å sowie vier Formeleinheiten pro Elementarzelle.
Die Kristallstruktur von Epididymit wurde erstmals von Tei-Ichi Itō gelöst und dann von E. A. Pobedimskaya und Nikolai Wassiljewitsch Below erneut untersucht. Eine weitere Untersuchung durch Paul D. Robinson und Jen-Ho Fang mit Hilfe der Einkristall-Röntgenbeugung und Buerger-Präzessionsaufnahmen zeigte jedoch, dass die zuvor veröffentlichten Strukturmodelle falsch waren. Die Autoren verfeinerten die Kristallstruktur von Epididymit in der Raumgruppe Pnma, was aufgrund der widersprüchlichen Ergebnisse über das Vorhandensein von Wassermolekülen oder Hydroxylgruppen zwei mögliche chemische Formeln ergab: 4(NaBeSi3O7OH) oder 4(Na2Be3Si6O15·H2O).
Die Kristallstruktur von Epididymit enthält [Si6O15]∞-Doppelketten aus SiO4-Tetraedern, die parallel zur c-Achse [001] verlaufen. Die Silikat-Doppelketten sind durch zwei BeO4-Tetraeder mit gemeinsamen Kanten verbunden. Die Si- und Be-Tetraeder bilden auf diese Weise das Gerüst (Framework) dieser Kristallstruktur. Die Na-Position befindet sich außerhalb des Gerüstes (Extra-Framework) und weist eine unregelmäßige siebenfache Koordinierung auf. Obwohl das allgemeine Strukturmodell von Robinson und Fang – wie aus den Bindungsabständen und -winkeln hervorgeht – recht plausibel ist, waren die Autoren nicht in der Lage, die anisotropen Verschiebungsfaktoren der Positionen der Atome zu verfeinern. Sie konnten auch nicht die Position des Protons (oder der Protonen) lokalisieren, so dass die topologische Konfiguration des Wassermoleküls (oder der Hydroxylgruppe) und die Beziehung zwischen dem Extra-Framework (d. h. Na + H2O) und dem Inhalt des Gerüsts, dabei insbesondere die Rolle der H-Bindungen, offen bleiben mussten.
Giacomo Diego Gatta und Kollegen haben die Kristallstruktur und die Kristallchemie von natürlichem Epididymit bei Umgebungsbedingungen mittels energiedispersiver Röntgenspektroskopie, thermogravimetrischer Analyse,
optischer Emissionsspektrometrie mit induktiv gekoppeltem Plasma und Einkristallneutronenbeugung ein weiteres Mal untersucht. Sie konnten die Geometrie des Wassermoleküls und die Wasserstoffbrückenbindungen im Epididymit gut definieren: die Abstände OW-H1 und OW-H2 betragen ≈ 0,987 bzw. ≈ 0,993 Å und es treten zwei starke Wasserstoffbrückenbindungen zu den O-Atomen des Gerüsts auf. Die beiden Wasserstoffbrückenbindungen liegen in einer Ebene parallel zu (010), während sich die beiden Na-OW-Bindungen in einer Ebene nahezu parallel zu (001) befinden.
Die Verbindung Na2Be2Si6O15·H2O ist dimorph und kristallisiert neben dem orthorhombischen Epididymit noch als monokliner Eudidymit.

## Eigenschaften

### Morphologie

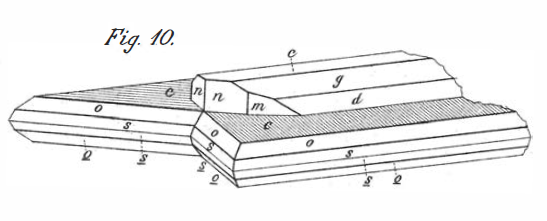
Epitaxie von Epididymit (weiß, oben) auf einem V-förmigen, auf der Basis {001} gestreiften Eudidymit-Kristallzwilling nach Gustaf Flink

Epididymit bildet pseudohexagonale, dick- bis dünntafelige, nach [010] gestreckte Kristalle, die Größen bis zu 6 cm erreichen. Für sie ist das Basispinakoid c {001} trachtbestimmend, die Tracht wird durch die Pinakoide a {100} und b {010}, die Prismen {011} und {110} sowie die orthorhombischen Dipyramiden {111} und {112} vervollständigt. Die häufigsten Kristallformen in den verschiedenen Gesteinen am kanadischen Mont Saint-Hilaire sind {012}, {011}, {310}, {110} und {001}. Hier treten faserige, nadelige, langtafelige, blockige und prismatische Kristalle auf, die sehr häufig verzwillingt sind und Längen bis 2,5 cm aufweisen.
Sehr charakteristisch ist die Zwillingsbildung des Epididymits nach {001}. Die häufig auftretenden Zwillinge können sowohl einfach als auch polysynthetisch ausgebildet sein, daneben existieren auch typisch sternförmige Drillinge und durch wiederholte Zwillingsbildung nach {110} unter 60° (reticulated twinning) auch gitterförmige Bildungen, wie sie erstmals Flink beschrieben hatte. Insbesondere auf der Insel Vesle Arøya, der Typlokalität des Eudidymits, sind epitaktische Verwachsungen mit Eudidymit sehr typisch (vgl. die nebenstehende Kristallzeichnung). Am Mont Saint-Hilaire sind epitaktische Aufwachsungen von Katapleiit auf Epididymit beobachtet worden. Auch Ole V. Petersen und Kollegen haben gezeigt, dass die Bildung pseudohexagonaler Drillinge ein charakteristisches Merkmal der Mineralart Epididymit ist. Alle diese Drillinge sind sich sehr ähnlich und bilden stumpfe, deutlich pseudohexagonale Prismen.
Neben Kristallen findet sich Epididymit auch in blättrig-glimmerartigen, sphärolithischen (kugeligen) sowie fein- bis grobkörnigen Aggregaten und kommt auch in porzellanartigen Knollen und massiv-derb vor. Die kugeligen Aggregate weisen einen radialstrahligen bis radialblättrigen Internbau auf. Die Epididymit-Aggregate können beträchtliche Größen erreichen. Die zentrale Natrolith-Albit-Zone eines Natrolith-Albit-Aegirin-Mikroklin-Gangs im gneisartigen Foyait am Berg Eweslogtschorr in den russischen Chibinen enthält große Aggregate bis zu 20 cm Durchmesser aus grauem, feinkörnigem Epididymit, in deren Innerem in Drusen farblose, kurzprismatische Epididymit-Kristalle bis zu 3 mm Länge enthalten sind.

### Physikalische Eigenschaften

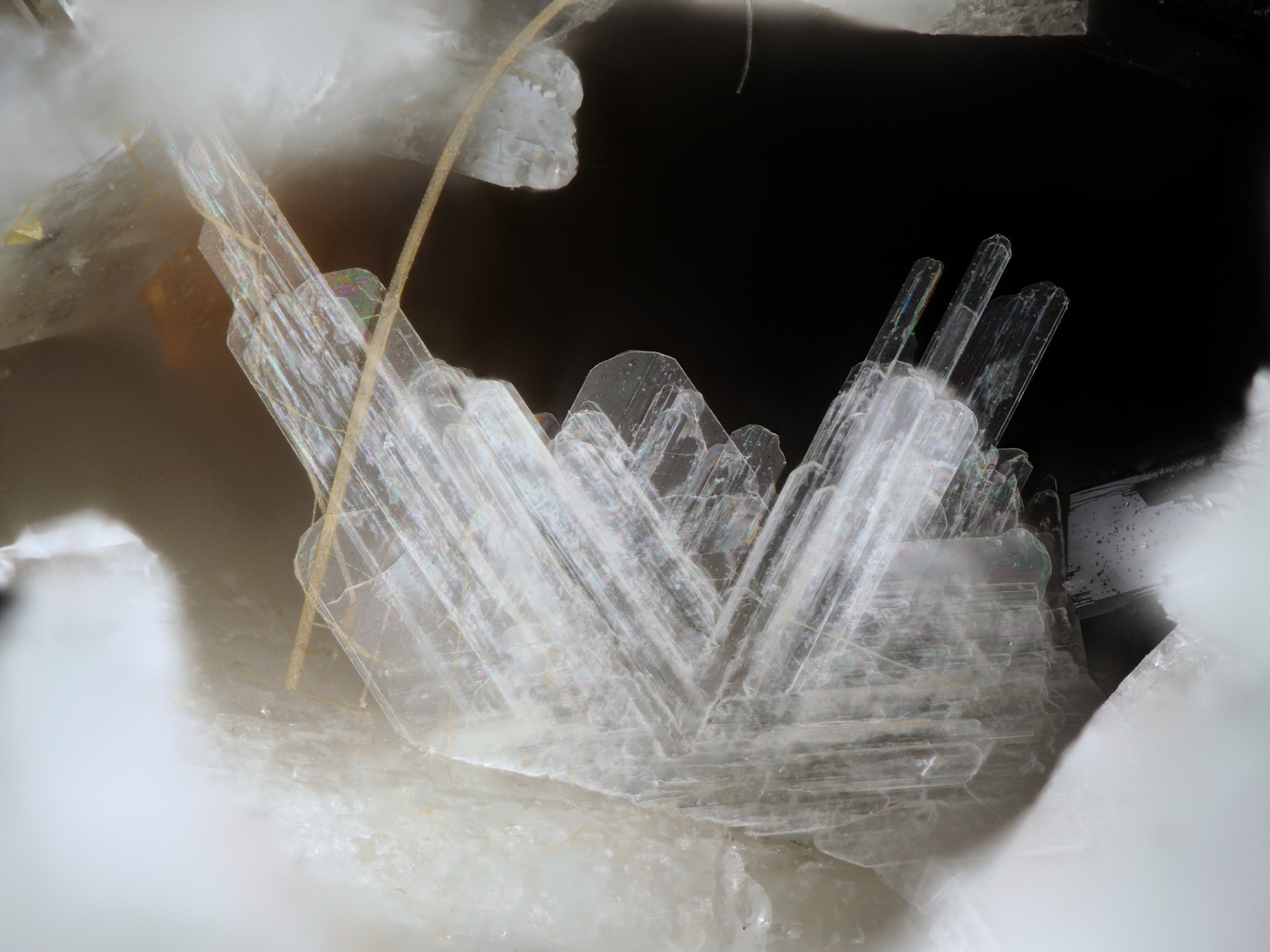
Gruppe von farblosen bis weißen Epididymitkristallen vom Vulkan Água de Pau im gleichnamigen Massiv, Insel São Miguel, Azoren, Portugal

Epididymit-Kristalle sind farblos oder weiß, können aber, wenn feinkristallin, auch violett getönt, blau oder gelb gefärbt sein.
Ihre Strichfarbe wird mit weiß angegeben. Die Oberflächen des durchsichtigen bis durchscheinenden Epididymits zeigen einen glasartigen Glanz, auf Spaltflächen weist das Mineral hingegen Perlmuttglanz auf. Eudidymit besitzt eine diesem Glanz entsprechende geringe Lichtbrechung (nα = 1,544; nβ = 1,544; nγ = 1,546) und eine kaum vorhandene Doppelbrechung (δ = 0,002). Die Variabilität der Werte für die Lichtbrechung kann mit nα = 1,536–1,544; nβ = 1,510–1,544; nγ = 1,542–1,546 angegeben werden. Unter dem Polarisationsmikroskop ist der zweiachsig positive (oder zweiachsig negative) Epididymit im durchfallenden Licht farblos und nicht pleochroitisch.
Die Kristalle des Epididymits sind nach dem Basispinakoid {001} sowie nach {100} sehr vollkommen spaltbar. Er bricht aufgrund seiner Sprödigkeit aber ähnlich wie Quarz oder Amblygonit, wobei die Bruchflächen muschelig (wie beim Quarz) oder uneben (wie beim Amblygonit) ausgebildet sind. Das Mineral weist eine Mohshärte von 5,5 bis 6 auf und gehört damit zu den mittelharten Mineralen, die sich ähnlich gut wie das Referenzmineral Feldspat mit einer Stahlfeile noch ritzen lassen. Die Vickershärte VHN des Minerals wurde mit 700 kg/mm² bestimmt. Die gemessene Dichte für Epididymit beträgt 2,548 g/cm³, die berechnete Dichte 2,56 g/cm³.

### Chemische Eigenschaften
Wie der Eudidymit schmilzt auch der Epididymit vor dem Lötrohr leicht zu einem farblosen Glas. Von Säuren, mit Ausnahme von Flusssäure, HF, wird das Mineral in nur sehr unbedeutendem Maße oder überhaupt nicht angegriffen. Das Wasser wird erst im Gebläsefeuer ausgetrieben. Die mit T > 830 °C ungewöhnlich hohe Dehydratationstemperatur für Epididymit ist erstens auf die besondere Konfiguration des Wassermoleküls zurückzuführen, welches an zwei Na-Positionen gebunden ist, zweitens auf die starken Wasserstoffbrückenbindungen zu den Sauerstoffatomen des Gerüsts, und drittens auf die kleinen „freien Durchmesser“ der Kanäle im tetraedrischen Gerüst, welche die Wanderung der Wassermoleküle zur Kristalloberfläche behindern.

## Bildung und Fundorte

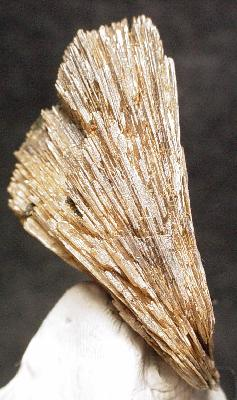
Epididymit aus dem Ilímaussaq-Komplex, Kommune Kujalleq, Grönland (Größe: 3,5 × 3,0 × 1,5 cm)

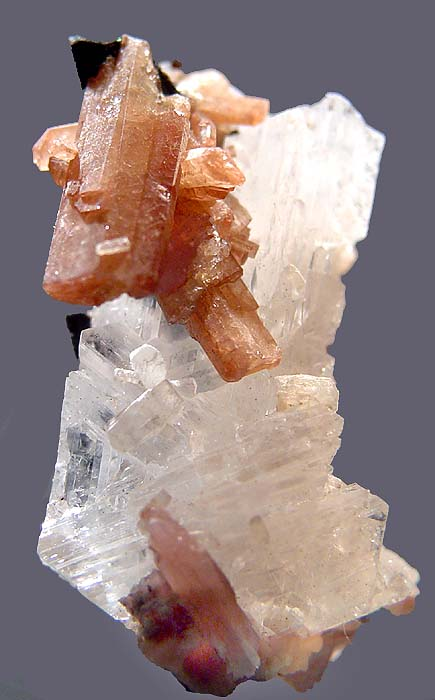
Epididymit mit Nenadkevichit und Rhodochrosit aus dem Poudrette Quarry am Mount Saint-Hilaire, Québec, Kanada (Größe: 1,7 × 1,0 × 1,0 cm)

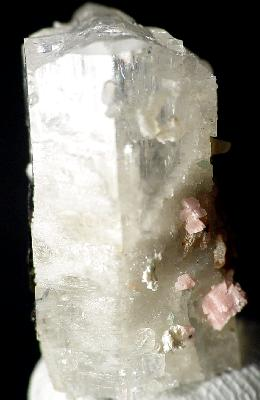
Säuliger Epididymit-Kristall aus dem Poudrette Quarry am Mount Saint-Hilaire, Québec, Kanada (Größe: 2,0 × 1,2 × 1,0 cm)

Epididymit bildet sich wie Eudidymit als späte Phase und kristallisiert im hydrothermalen Endstadium der Pegmatitbildung bzw. im Endstadium der Alkali-Metasomatose von Pegmatiten der alkalischen Nephelinsyenite. Er findet sich meist in Form von Kristallen in Hohlräumen im albitisierten Zentralbereich der oben genannten Pegmatite in Vergesellschaftung von Albit, Elpidit, Natrolith, Analcim und Fluorit, die sich während der Umwandlung aus den primären Pegmatitmineralen Nephelin und Mikroklin bildeten. Neben den genannten Begleitmineralen kann Epididymit von Albit, Aegirin, Eudialyt, Elpidit, Neptunit, Tugtupit, Leukophan, Natrolith und Analcim, Katapleit, Eudidymit, Polylithionit, Serandit, Quarz und Calcit, Fluorit, Nenadkevichit und Rhodochrosit (vgl. die nebenstehende Abbildung) sowie Chlorit, Chiavennit, Titanit, Monazit-(Ce), Bastnäsit-(Ce) und Sulfidmineralen begleitet werden.
Der 2 m mächtige Natrolith-Albit-Aegirin-Mikroklin-Gang No. 17 im gneisartigen Foyait am Berg Eweslogtschorr weist eine konzentrische, aus acht Zonen bestehenden Struktur auf, in der Epididymit an mehreren Stellen auftritt: In der bis zu 15 cm mächtigen Mikroklin-Eudialyt-Aegirin-Zone (No. 2) aus grünen, radialstrahligen Aegirin-Aggregaten mit dazwischenliegendem Mikroklin und Eudialyt und zahlreichen, von kurzprismatischem Natrolith überkrusteten Hohlräumen finden sich bis zu 3 cm Durchmesser aufweisende Knollen aus schneeweißem porzellanartigem Epididymit. Die bis zu 15 cm mächtige Mikroklin-Eudialyt-Natrolith-Zone (No. 3) enthält bis zu 5 cm Durchmesser aufweisende Aggregate aus weißem porzellanartigem Epididymit. Im Innern des Gangs findet sich eine 0,5 × 1 m große, hohlraumreiche Natrolith-Mikroklin-Linse (Zone No. 8), die aus großen Feldspatblöcken mit durch Natrolith verkrusteten Zwischenräumen besteht. Die meisten anderen Minerale dieses Ganges sind innerhalb der Natrolithmassen lokalisiert. Dazu zählen schwarze, abgeflacht-prismatische, bis zu 4 cm lange Aegirin-Kristalle, hellgrüne Aegirin-Knollen mit einer dünnfaserigen Struktur, einzelne dunkelrote Manganoneptunit-Kristalle bis zu 8 mm Länge und deren Verwachsungen bis zu 2 cm Durchmesser sowie weiße poröse Epididymit-Knollen (bis zu 20 cm Durchmesser). Die Epididymit-Knollen bestehen aus abgeflacht-prismatischen Epididymit-Kristallen (bis zu 2 mm Länge) und bis zu 1,5 cm Durchmesser aufweisenden Epididymit-Sphärolithen. Selten fanden sich blassgrüne, prismatische Belovit-(Ce)-Kristalle (bis zu 2 mm Länge) und einzelne hellbraune, dünne Astrophyllit-Kristalle. In der Nähe der Aegirin-Cluste sitzen dünnprismatische Lorenzenit-Kristalle und in Hohlräumen im Natrolith gelbe Ankylit-(Ce)-Kristalle sowie gelblich-braune, nierenförmige Thorit-Aggregate bis zu 4 mm Größe.
Die Typlokalität des Epididymits ist der berühmte Nephelinsyenit-Pegmatit Narssârssuk (Koordinaten des Narssârssuk-Pegmatits) auf dem gleichnamigen Plateau bei der Siedlung Igaliku, Distrikt Narsaq in der Kommune Kujalleq in Grönland. Der Pegmatit liegt geologisch gesehen am westlichsten Rand des Igdlerfigssalik-Zentrums, einer der Einheiten des Igaliko-Nephelinsyenit-Komplexes. Geografisch befindet er sich in 270 m Höhe auf dem Narssârssuk-Plateau am westlichen Fuß des Berges Igdlerfigssalik, weniger als 1 km vom südlichen Ende der Moräne am Eingang des Korok-Fjords entfernt. Er ist besonders reich an miarolitischen Hohlräumen und bedeckt eine Fläche von etwa 200 × 500 m.
Weltweit konnte Epididymit bisher (Stand: 2022) an rund 70 Fundorten nachgewiesen werden. Dazu gehören:
- neben der Eudidymit-Epididymit-Lokalität auf der Insel Vesle Arøya, Eikaholmen, Langesundsfjorden, Kommune Larvik noch zahlreiche weitere Fundorte in der norwegischen Fylke Vestfold[7][21]
- kleine Aufschlüsse/Straßeneinschnitte im Ekerit am Fluss Gjerdingselva neben der unbefestigten Straße vom Gjerdingen-See zum Bahnhof Stryken, Kommune Lunner, Fylke Akershus, Norwegen
- der Alkaligesteinskomplex Seal Lake (Letitia Lake), Labrador, Neufundland und Labrador, Kanada
- der Poudrette Quarry im Mont-Saint-Hilaire-Komplex, Regionale Grafschaftsgemeinde La Vallée-du-Richelieu, Montérégie, Québec, Kanada
- der Demix-Varennes Quarry im Saint-Amable-Sill, Varennes & Saint-Amable, Regionale Grafschaftsgemeinde Marguerite-D’Youville (früher Lajemmerais), Montérégie, Québec, Kanada
- die Pegmatite Věžná I und Věžná II bei Věžná, Okres Pelhřimov, Distrikt Žďár nad Sázavou, Kraj Vysočina, Tschechien
- der Alkaligesteinskomplex Ilímaussaq, insbesondere der Tasseq Slope und der Mount Nakkaalaaq, Kommune Kujalleq, Grönland
- Machinga und der Mount Malosa bei Zomba, Southern Region in Malawi
- der Vulcão do Fogo im Massiv Vulcão de Água de Pau, São Miguel, Azoren, Portugal
- das Alkaligesteinsmassiv Kedrovy (russisch Кедровый массив) im Murunski-Massiv (russisch Мурунский массив) am Zusammenfluss von Tschara und Tokko im Aldanhochland, Republik Sacha (Jakutien), Föderationskreis Ferner Osten, Russland
- das Kovdor-Massiv bei Kowdor, Oblast Murmansk auf der Halbinsel Kola in Russland
- in den Chibinen, Oblast Murmansk auf der Halbinsel Kola, Russland:
  - der Berg Aikuaiwentschorr (russisch гора Айкуайвенчорр) östlich von Kirowsk
  - ein Pegmatit am Astrophyllit-Bach am Südhang des Berges Eweslogtschorr (russisch гора Эвеслогчорр) sowie der IGC Stop 4-2 (Natrolith-Albit-Aegirin-Mikroklin-Gang in gneisartigen Foyaiten) und der in Foyaiten sitzende Gang No. 3, beide am Berg Eweslogtschorr
  - der Berg Chibinpachktschorr (russisch гора Хибинпахкчорр)
  - der Hilairit-Pegmatit (russisch Илеритовый пегматит) in der Lagerstätte Kirow (russisch Кировский рудник), eine 10 × 1 m große Pegmatitlinse auf dem 252-m-Niveau des Bergwerks
- in den Lowosero-Tundren im Rajon Lowozero in der Oblast Murmansk auf der Halbinsel Kola, Russland:
  - der der 1996 entdeckte, agpaitische, intensiv hydrothermal überprägte und extrem Na-, CO2- und relativ Si-reiche Pegmatit Schomiokitowoe (russisch Шомиокитовый пегматит) in der Grube Umbozero im Berg Alluaiw (russisch гора Аллуайв)
  - der Berg Apuaiw (russisch гора Апуайв), einer der östlichen Ausläufer des Bergs Selsurt (russisch рудник Сэлсурт), bekannt auch als Berg Flora (russisch гора Флора) sowie auch der Berg Selsurt selbst
  - der 1938 entdeckte Pegmatit No. 61, ein Natrolith-Stock, und der Pegmatit No. 62 (der Hackmanit-Stock) im nordöstlichen Bereich des Berges Karnassurt (russisch гора Карнасурт) in 800 m Entfernung vom zweiten östlichen Bach
  - der Pegmatit No. 19 am Berg Kuftnyun (russisch гора Куфтнюн)
  - Fundstellen in Bereich der Berge Kitknyun (russisch гора Киткюн), Kuiwtschorr (russisch гора Куйвчорр), Maly Punkaruaiw (russisch Малый Пункаруайв) und Sengistschorr (russisch гора Сенгисчорр)
- das Alkaligesteinsmassiv Korgeredaba, ein in proterozoische Marmore und paläozoische Gabbros intrudierter Nephelinsyenit-Pluton im Sangilen-Hochland, Autonome Republik Tuwa, Russland
- die Moräne des Darai-Pioz-Gletschers (Koordinaten des Darai-Pioz-Gletschers) im Alaigebirge, Tian Shan, Nohijahoi tobei dschumhurij („der Republik unterstellte Gebiete“; mehr oder weniger identisch mit der historischen Region Karotegin), nördliches Tadschikistan
- Granitsteinbrüche bei Quincy, Norfolk County, Massachusetts, USA
- der Wind-Mountain-Lakkolith, Cornudas Mountains, Otero und Diablo Plateau, Otero County, New Mexico und Texas, USA

## Verwendung
Mit einem BeO-Gehalt von ca. 10 Gew.-% wäre Epididymit ein relativ reiches Beryllium-Erz, ist aber aufgrund seiner Seltenheit ökonomisch praktisch bedeutungslos. Infolge seiner großen und gut ausgebildeten Kristalle ist er jedoch ein bei Sammlern geschätztes und begehrtes Mineral.